# Il (album)
 (septembre 2023).
La mise en forme du texte ne suit pas les recommandations de Wikipédia : il faut le « wikifier ».
Les points d'amélioration suivants sont les cas les plus fréquents. Le détail des points à revoir est peut-être précisé sur la page de discussion.
- Les titres sont pré-formatés par le logiciel. Ils ne sont ni en capitales, ni en gras.
- Le texte ne doit pas être écrit en capitales (les noms de famille non plus), ni en gras, ni en italique, ni en « petit »…
- Le gras n'est utilisé que pour surligner le titre de l'article dans l'introduction, une seule fois.
- L'italique est rarement utilisé : mots en langue étrangère, titres d'œuvres, noms de bateaux, etc.
- Les citations ne sont pas en italique mais en corps de texte normal. Elles sont entourées par des guillemets français : « et ».
- Les listes à puces sont à éviter, des paragraphes rédigés étant largement préférés. Les tableaux sont à réserver à la présentation de données structurées (résultats, etc.).
- Les appels de note de bas de page (petits chiffres en exposant, introduits par l'outil «  Source ») sont à placer entre la fin de phrase et le point final[comme ça].
- Les liens internes (vers d'autres articles de Wikipédia) sont à choisir avec parcimonie. Créez des liens vers des articles approfondissant le sujet. Les termes génériques sans rapport avec le sujet sont à éviter, ainsi que les répétitions de liens vers un même terme.
- Les liens externes sont à placer uniquement dans une section « Liens externes », à la fin de l'article. Ces liens sont à choisir avec parcimonie suivant les règles définies. Si un lien sert de source à l'article, son insertion dans le texte est à faire par les notes de bas de page.
- La présentation des références doit suivre les conventions bibliographiques. Il est recommandé d'utiliser les modèles {{Ouvrage}}, {{Chapitre}}, {{Article}}, {{Lien web}} et/ou {{Bibliographie}}. Le mode d'édition visuel peut mettre en forme automatiquement les références.
- Insérer une infobox (cadre d'informations à droite) n'est pas obligatoire pour parachever la mise en page.

Pour une aide détaillée, merci de consulter Aide:Wikification.
Si vous pensez que ces points ont été résolus, vous pouvez retirer ce bandeau et améliorer la mise en forme d'un autre article.
 (septembre 2023).
Pour les articles homonymes, voir IL.
Albums de Jean-Michel Blais
Cascades 
Il est le premier album studio du pianiste et compositeur québécois Jean-Michel Blais, publié en avril 2016 par Arts & Crafts. L'album est un ensemble de pièces de piano improvisées que Blais a enregistré dans sa chambre à Montréal avec un microphone Zoom. L'album a été produit de telle manière que l'auditeur se sent immergé dans la musique, notamment en faisant pénétrer dans l'enregistrement des sons extérieurs au piano, telles des respirations, des obturateurs d'appareil photo, de la pluie, des enfants qui jouent, etc. Les pièces sur Il sont aussi disponibles par le biais de partitions, celles-ci publiées par Arts & Crafts en juillet 2016.
Il a été acclamé par la critique, se retrouvant sur la liste des dix meilleurs albums de l'année du magazine Time, tout en figurant sur la liste longue du Prix de musique Polaris 2016.
Il est un recueil de pièces minimales pour piano que Blais a composées en deux ans. Les compositions ont une structure pop mélodique tel Chilly Gonzales et Yann Tiersen, en plus d'avoir étés influencés par les œuvres d'Erik Satie, Lubomyr Melnyk, Philip Glass, et Maurice Ravel. Les compositions de Il traversent une gamme variée d'émotions; "Nostos" étant un morceau triste et réfléchi, alors que "Budapest" est plutôt ludique.
L'enregistrement de Il n'a duré que deux jours. Blais aurait commencé à enregistrer ses compositions improvisées lorsqu'« un jour, j'ai réalisé que j'avais oublié un morceau que j'avais composé », voulant ainsi « documenter  le morceau avec « le [microphone] zoom le moins cher que vous puissiez trouver ». Comme il l'explique : « Je ne voulais pas avoir un piano à queue avec un son super agréable et raffiné. Ces morceaux improvisés sont composés dans ma chambre avec cette petite flûte à bec. S'il pleuvait, nous pouvions entendre la pluie ou mes colocataires parler. »
Blais explique que ces sons se répercutent dans les enregistrements comme une « reconnaissance que la musique n'est jamais pure, parfaite et exactement la même – parce que vous écoutez avec vos écouteurs, en marchant dans la rue, et ce que vous entendez est en fait la musique en plus de la voiture qui vient de passer à côté de toi. » Comme l'a déclaré l'écrivain Stephen Carlick : « Parfois, je me sentais tellement immergé dans la musique, tellement entouré, que j'étais obligé de jeter un coup d'œil par-dessus mon épaule. Bien qu’il s’agisse d’une œuvre d’art minimaliste, Il est extrêmement présent et vivant. »

## Liste des pistes
| 1.    | Hasselblad 4 (Improvisation) | 1:51 |
| 2.    | Il                           | 2:05 |
| 3.    | Dada                         | 2:40 |
| 4.    | Nostos (featuring Bufflo)    | 4:30 |
| 5.    | Ad claritatem domine         | 5:53 |
| 6.    | Hasselblad 2 (Improvisation) | 0:58 |
| 7.    | Budapest                     | 3:50 |
| 8.    | Casa                         | 7:47 |
| 29:34 |                              |      |

| Deluxe edition bonus tracks | Deluxe edition bonus tracks | Deluxe edition bonus tracks | Deluxe edition bonus tracks | Deluxe edition bonus tracks | Deluxe edition bonus tracks | Deluxe edition bonus tracks | Deluxe edition bonus tracks | Deluxe edition bonus tracks | Deluxe edition bonus tracks |
| No                          | Titre                       | Durée                       |                             |                             |                             |                             |                             |                             |                             |
| --------------------------- | --------------------------- | --------------------------- | --------------------------- | --------------------------- | --------------------------- | --------------------------- | --------------------------- | --------------------------- | --------------------------- |
| 9.                          | Pour Johanne                | 4:43                        |                             |                             |                             |                             |                             |                             |                             |
| 10.                         | Rondo majeur (3 Mains)      | 3:42                        |                             |                             |                             |                             |                             |                             |                             |
| 37:59                       |                             |                             |                             |                             |                             |                             |                             |                             |                             |

## Membres
- Écrit et interprété par Jean-Michel Blais
- Produit, conçu, mixé et enregistré par Bufflo
- Masterisé par Joshua Stevenson
- Piano sur "Casa" par Karine Bouchard
- Couverture photographiée par Eric Morrissette
- Conception et mise en page de la version physique par Isis Essery